# Bataille de la Croix-des-Bouquets
Ne doit pas être confondu avec la bataille de Croix-des-Bouquets du 23 juin 1794 (Guerre du Roussillon)
Révolution haïtienne
Batailles
Insurrections (1791-1793)
- Bois-Caïman
- Croix-des-Bouquets
- Morne Pelé
- 1re La Tannerie
- Port-au-Prince
- Le Cap-français

Interventions espagnoles et britanniques (1793-1798)
- 2e La Tannerie
- Marmelade
- Saint-Michel-de-l'Attalaye
- Ennery
- 3e La Tannerie
- Fort-Dauphin
- 1re Tiburon
- L'Acul
- La Bombarde
- 2e Tiburon
- Les Gonaïves
- Port-Républicain
- 1re Dondon
- Massacre de Fort-Dauphin
- Saint-Marc
- Léogane
- Saint-Raphaël
- Trutier
- 3e Tiburon
- 1re Verrettes
- Grande-Rivière
- Mirebalais
- Las Cahobas
- 2e Verrettes
- Petite-Rivière
- 2e Dondon
- 1re Les Irois
- Jean-Rabel
- 2e Les Irois

Guerre des couteaux (1799-1800)
- Jacmel

Expédition de Saint-Domingue (1802-1803)
- La Ravine-à-Couleuvres
- Kellola
- Plaisance
- La Crête à Pierrot
- Noyades du Cap-Français
- Port-au-Prince
- Vertières
- Massacres de 1804 en Haïti

La bataille de la Croix-des-Bouquets se déroule le 22 mars 1792, pendant la révolution haïtienne. Elle oppose les colons blancs à l'armée des Mulâtres et des Libres de couleur, rejoints par des esclaves insurgés. Elle se solde par la retraite des colons.

## La bataille
Chassée de Port-au-Prince, l'armée des Mulâtres et des Libres de couleur commandée par Beauvais et Rigaud se reforma à La Croix-des-Bouquets. L'arrivée de cette troupe provoqua un soulèvement des esclaves de la plaine du Cul-de-Sac. Ceux-ci armés seulement de couteaux, de piques, de houes et de bâtons ferrés avaient pris pour chef Yacinthe, âgé de seulement 21 ans. Les esclaves insurgés se joignirent à l'armée de Beauvais et Rigaud.
Les Blancs décidèrent d'attaquer ce rassemblement, le 22 mars, les fantassins et les dragons de garde nationale de Port-au-Prince renforcés par des détachements du régiment de Normandie et du régiment d'Artois se portèrent à la rencontre des insurgés. Le combat s'engagea à La Croix-des-Bouquets.
« Les nègres amenés par Yacinthe, presque tous Africains, n'étaient guère armés que de couteaux, de piques, de houes et de bâtons ferrés ; mais fanatisés par leurs sorciers, persuadés qu'ils ressusciteraient en Afrique s'ils étaient tués, ils se jetaient sur les baïonnettes sans souci des feux de pelotons qui les décimaient. Ils se cramponnaient aux chevaux des dragons qu'ils démontaient en se laissant sabrer. Yacinthe, une queue de taureau à la main, parcourait leurs rangs en criant qu'elle chassait la mort. Il s'élançait à leur tête, affrontant les balles et la mitraille, qui semblaient respecter son talisman. On vit des hommes se précipiter sur les canons, les tenir embrassés afin de les empêcher de partir et se faire tuer sans lâcher prise. On en vit d'autres fourrer le bras dans la bouche des pièces pour arracher les boulets et appeler leurs camarades en criant : « Venez, venez ; nous les tenons. » Les pièces partaient et leurs membres étaient emportés au loin. »
Dépassés par le nombre, les Blancs durent battre en retraite et se replièrent en désordre sur Port-au-Prince, selon Victor Schœlcher qui s'appuie sur les écrits de Madiou et de Lacroix, les Blanc perdirent plus de 100 soldats et les insurgés eurent 1 200 tués.